# خافيير أوتورياغا
خافيير أوتورياغا أريلاغا (بالإسبانية: Javier Iturriaga)‏، من مواليد 3 نوفمبر 1983 في مدينة مكسيكو في المكسيك، لاعب كرة قدم مكسيكي.
بدأ مسيرته الكروية مع نادي باسكونيا في عام 2002، ولعب معهم حتى عام 2004، وشارك معهم في 45 مباراة وسجل 3 أهداف، وفي عام 2004 انتقل إلى نادي بلباو أثلتك، ولعب معهم حتى عام 2006، وشارك معهم في 48 مباراة وسجل 4 أهداف، ومنذ عام 2006 وهو يلعب مع نادي أثلتك بلباو.

## روابط خارجية
- خافيير أوتورياغا على موقع قاعدة بيانات كرة القدم.إي يو (الإنجليزية)
- خافيير أوتورياغا على موقع Soccerway.com (الإنجليزية)
- خافيير أوتورياغا على موقع عالم كرة القدم.نت (الإنجليزية)
- خافيير أوتورياغا على موقع AS.com (الإسبانية)